# Fabio Malberti
Fabio Malberti (né le 16 novembre 1976 à Desio) est un coureur cycliste italien. Champion du monde du contre-la-montre des moins de 23 ans en 1997, il a été professionnel de 1998 à 2002.

## Palmarès
- 1996
  - 2e de la Coppa Città di Asti
- 1997
  -  Champion du monde du contre-la-montre espoirs
  - Tour des régions italiennes :
    - Classement général
    - 1rea étape

  - Milan-Tortone
  -  Médaillé d'argent du championnat d'Europe du contre-la-montre espoirs
- 1998
  - 3e du Tour de Pologne
- 1999
  - 8e étape du Tour d'Argentine
  - 2e du Giro del Medio Brenta
- 2000
  - 3e du Tour de Suède

## Distinctions
- Oscar TuttoBici des moins de 23 ans : 1997